# Júpiter (planeta)
Júpiter é o maior planeta do Sistema Solar, tanto em diâmetro quanto em massa, e é o quinto mais próximo do Sol. Possui menos de um milésimo da massa solar, contudo tem 2,5 vezes a massa de todos os outros planetas em conjunto. É um planeta gasoso, junto com Saturno, Urano e Netuno. Estes quatro planetas são por vezes chamados planetas jupiterianos ou planetas jovianos, e são os quatro gigantes gasosos, isto é, que não são compostos primariamente de matéria sólida.
Júpiter é composto principalmente de hidrogênio, sendo um quarto de sua massa composta de hélio, embora o hélio corresponda a apenas um décimo do número total de moléculas. O planeta também pode possuir um núcleo rochoso composto por elementos mais pesados, embora, como os outros planetas gigantes, não possua uma superfície sólida bem definida. Por causa de sua rotação rápida, de cerca de dez horas, ele possui o formato de uma esfera oblata (ele possui uma suave, mas perceptível, saliência em torno do equador). Sua atmosfera externa é visivelmente dividida em diversas faixas, em várias latitudes, resultando em turbulência e tempestades nas regiões onde as faixas se encontram. Uma dessas tempestades é a Grande Mancha Vermelha, uma das características visíveis de Júpiter mais conhecidas e proeminentes, cuja existência data pelo menos do século XVII, quando foi pela primeira vez avistada com telescópio, com ventos de até 650  km/h e um diâmetro transversal duas vezes maior do que a Terra.
Júpiter é observável da Terra a olho nu, com uma magnitude aparente máxima de -2,94, sendo no geral o quarto objeto mais brilhante no céu, depois do Sol, da Lua e de Vênus, embora, por vezes, Marte também fique mais brilhante do que Júpiter. O planeta era conhecido por astrônomos de tempos antigos e era associado com as crenças mitológicas e religiosas de várias culturas. Os romanos nomearam o planeta de Júpiter, um deus de sua mitologia. Júpiter possui um tênue sistema de anéis e uma poderosa magnetosfera. Possui pelo menos 95 satélites, dos quais se destacam os quatro descobertos por Galileu Galilei em 1610: Ganimedes, o maior do Sistema Solar, Calisto, Io e Europa; os três primeiros são mais massivos que a Lua, sendo que Ganimedes possui um diâmetro maior que o do planeta Mercúrio.
Várias sondas espaciais visitaram Júpiter, todas elas de origem estadunidense. A Pioneer 10 passou por Júpiter em dezembro de 1973, seguida pela Pioneer 11, cerca de um ano depois. A Voyager 1 passou em março de 1979, seguida pela Voyager 2 em julho do mesmo ano. A sonda espacial Galileu entrou na órbita de Júpiter em 1995, enviando uma sonda através da atmosfera no mesmo ano e conduzindo múltiplas aproximações com os satélites galileanos até 2003. A sonda Galileu também presenciou o impacto do cometa Shoemaker-Levy 9 em Júpiter em 1994, possibilitando a observação direta deste evento. Outras missões incluem as sondas Ulysses, Cassini-Huygens e New Horizons, que utilizaram o planeta para aumentar sua velocidade e ajustar a sua direção aos seus respectivos objetivos. A última sonda a visitar o planeta foi Juno, que entrou em órbita em 4 de julho de 2016. Um futuro alvo de exploração é Europa, satélite que provavelmente possui um oceano líquido coberto de gelo.

## Composição

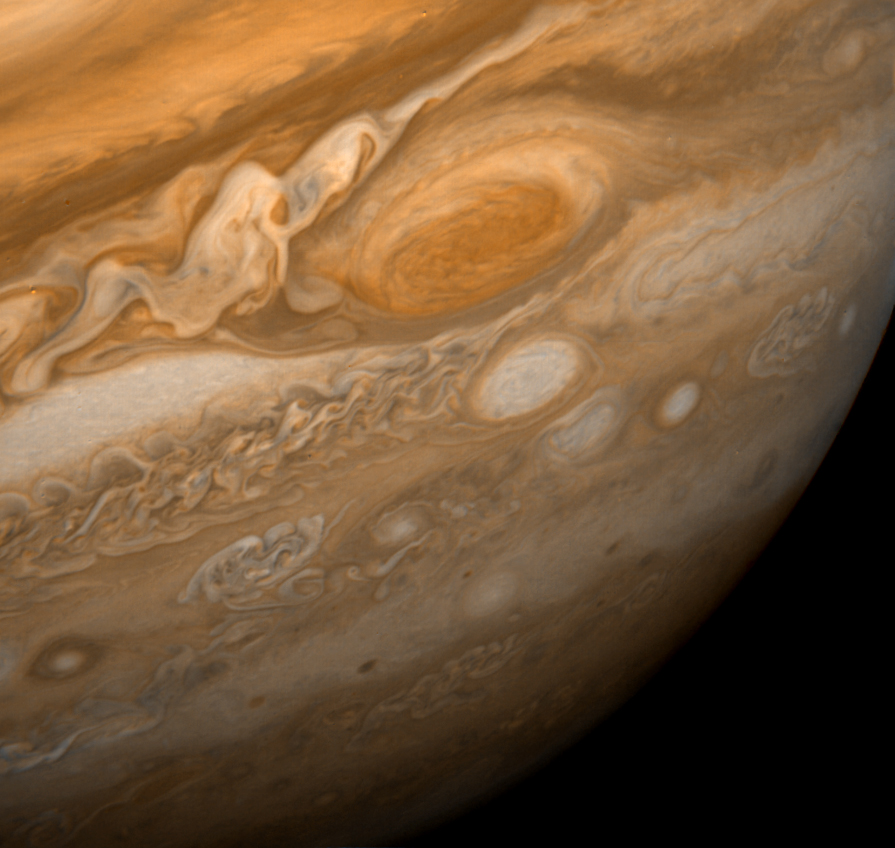
Imagem da Grande Mancha Vermelha, obtida pela em 25 de fevereiro de 1979, quando a sonda estava a 9,2 milhões de km de Júpiter. Detalhes de até 160 km de extensão podem ser vistos aqui. O padrão colorido e ondulado à esquerda da Mancha Vermelha é uma região com movimentos extremamente complexos e variáveis. A tempestade oval branca diretamente abaixo da Mancha Vermelha possui o mesmo diâmetro da Terra.

A atmosfera de Júpiter é composta de 88 a 92% de hidrogênio e 8 a 12% de hélio, considerando a percentagem em volume de moléculas. Esta composição muda quando descrita em termos de massa, uma vez que uma molécula de hélio é cerca de quatro vezes mais massiva que uma de hidrogênio; com isso, a atmosfera de Júpiter é composta por aproximadamente 75% de hidrogênio e 24% de hélio em massa, sendo o 1% remanescente composto por outros elementos. O interior do planeta contém materiais mais densos, mudando a distribuição por massa para 71% de hidrogênio, 24% de hélio e 5% de outros elementos. A atmosfera contém traços de metano, vapor de água, amônia, compostos de silício, carbono, etano, sulfeto de hidrogênio, neônio, oxigênio, fosfina e enxofre. A parte externa da atmosfera contém cristais de amônia congelada. Através de testes usando infravermelho e ultravioleta, traços de benzeno e outros hidrocarbonetos também foram encontrados.
As proporções de hidrogênio e hélio na atmosfera de Júpiter são próximas à composição teórica da nebulosa solar primordial. Porém, as regiões exteriores da atmosfera do planeta contêm apenas 20 partes por milhão em massa de neônio, 10% da do Sol. A atmosfera jupiteriana também possui apenas 80% de abundância de hélio em relação ao Sol, devido à precipitação deste elemento em direção ao interior do planeta.
Estudos de espectroscopia mostraram que possivelmente Saturno possua uma composição similar à de Júpiter. Os outros gigantes gasosos, Urano e Netuno, por outro lado, possuem relativamente menos hidrogênio e hélio.

## Estrutura interna

Modelo do interior de Júpiter, com um núcleo sólido, envolto por uma camada de hidrogênio metálico, hidrogênio líquido (verde) e pela própria atmosfera

Acredita-se que Júpiter seja composto de um núcleo denso com uma mistura de elementos, circundado por hidrogênio metálico líquido com algum hélio e uma camada exterior, composta principalmente de hidrogênio molecular, mas para além deste esboço básico ainda existem dúvidas consideráveis sobre a estrutura interna do planeta. O núcleo é muitas vezes descrito como rochoso, mas sua composição em detalhes é desconhecida, bem como as propriedades destes materiais na temperatura e pressão a estas profundidades. Em 1997, a existência de um núcleo sólido foi sugerida por medições gravitacionais, indicando uma massa de 12 a 45 vezes a da Terra, ou 4% a 14% da massa jupiteriana.
A presença de um núcleo durante ao menos parte da história de Júpiter foi sugerida por modelos de formação planetária, envolvendo a formação inicial de um núcleo rochoso ou gelado, suficientemente massivo para atrair gravitacionalmente o hidrogênio e o hélio presentes na nebulosa protossolar. Assumindo que tenha existido, o núcleo pode ter diminuído em tamanho à medida que correntes de convecção de hidrogênio metálico líquido quente se misturaram com o núcleo fundido e levaram o seu conteúdo para níveis mais altos no interior planetário. Um núcleo sólido pode não existir, já que as medições gravitacionais não são precisas o suficiente para negar esta possibilidade.  Os resultados dos dados de Juno indicam que não há núcleo sólido. A incerteza dos modelos está ligada à margem de erro dos parâmetros medidos até agora: um dos coeficientes de rotação (J6) usados para descrever a quantidade de movimento linear do planeta, o raio equatorial e sua temperatura à pressão de 1 bar. Espera-se que a sonda Juno, que chegou em julho de 2016, aumente a precisão destes parâmetros, possibilitando melhores modelos do núcleo.
A região do núcleo é circundada por hidrogênio metálico denso, que se estende a até 78% do raio do planeta. Gotículas de hélio e neônio precipitam-se através desta camada em direção ao núcleo, reduzindo a abundância destes elementos na atmosfera superior do planeta.
Acima da camada de hidrogênio metálico localiza-se uma atmosfera interior transparente de hidrogênio. A esta profundidade, a pressão e temperatura são superiores à pressão crítica de 1,2858 MPa e à temperatura crítica de apenas 32,938 K do hidrogênio. Neste estado, não há fases líquida e gasosa distintas – diz-se que o hidrogênio está em estado fluido supercrítico. É conveniente tratar o hidrogênio como um gás na camada superior que se estende desde a camada de nuvens até uma profundidade de 1 000 km, e como um líquido nas camadas mais profundas. Fisicamente, não há um limite claro – o gás se torna lentamente mais quente e mais denso com a profundidade.
A temperatura e a pressão no interior de Júpiter aumentam constantemente com a profundidade, devido ao mecanismo de Kelvin-Helmholtz. No nível da pressão “superficial” de 10 bar, a temperatura está em torno de 340 K (67 °C). Na região de transição de fase, no qual o hidrogênio líquido — aquecido além do seu ponto crítico — torna-se metálico, calcula-se que a temperatura seja de 10 000 K, e a pressão, de 200 GPa. A temperatura na fronteira do núcleo é estimada em 36 000 K, e a pressão, de 3 mil a 4,5 mil GPa.

## Atmosfera
Júpiter possui a maior atmosfera planetária do Sistema Solar, com mais de 5 000 km de altitude. Ela é cerca de três vezes maior que o nosso planeta, ou 1 por cento da inteira massa de Júpiter. Como o planeta não tem superfície, a base de sua atmosfera é considerada o ponto em que sua pressão atmosférica é igual a 100 kPa (1,0 bar). Abaixo da atmosfera, Júpiter é fluido. Mas ao contrário da maioria dos fluidos, o planeta gira como se fosse uma massa sólida. Os átomos de hidrogênio e hélio relacionam-se de forma figurativa como crianças brincando de roda de braços dados e giram ao redor do planeta em uníssono.

### Nuvens

Animação mostrando o movimento de faixas atmosféricas, girando na direção oposta à da rotação do planeta. O exterior do planeta é mapeado usando uma projeção cilíndrica.

Júpiter é permanentemente coberto por nuvens compostas por cristais de amônia e possivelmente hidrossulfeto de amônio. As nuvens estão localizadas na tropopausa e estão organizadas em bandas de diferentes latitudes, conhecidas como regiões tropicais. Estas estão subdivididas em "zonas" de cor clara e "cinturões" mais escuros.  As interações destas diferentes bandas e seus respectivos padrões de circulação atmosférica criam tempestades e turbulências. Ventos de até 100 m/s (360 km/h) são comuns em tais regiões. Observou-se que as zonas variam em largura, cor e intensidade de ano para ano, mas têm permanecido estáveis o suficiente para receberem designações identificadoras da comunidade astronômica.
A camada de nuvens possui apenas 50 km de profundidade e consiste em duas partes: uma camada grossa inferior e uma camada superior mais fina e mais clara. É possível que existam nuvens finas de água sob a camada de amônia, que seriam a causa dos raios detectados na atmosfera (a água é uma molécula polar, que pode criar a separação de cargas necessária para produzir raios). Estas descargas elétricas podem ter mil vezes o poder dos raios terrestres. As nuvens de água podem formar tempestades, alimentadas pelo calor proveniente do interior do planeta. Algumas bandas fotogênicas de nuvens que envolvem Júpiter penetram aproximadamente 3 mil quilômetros abaixo das nuvens. Isso é 30 vezes mais espesso que a maior parte da atmosfera terrestre.
As nuvens de Júpiter possuem cores de tom laranja e marrom, devido a compostos que mudam de cor quando expostos aos raios ultravioleta do Sol. Não se sabe com exatidão a sua composição, mas acredita-se que sejam fósforo, enxofre ou hidrocarbonetos. Estes compostos coloridos, chamados cromóforos, misturam-se com as nuvens mais quentes da camada inferior. As zonas formam-se quando células de convecção ascendentes geram amônia cristalizada, que diminui a visibilidade da camada inferior de nuvens.
Devido à baixa inclinação axial de Júpiter, as regiões polares do planeta recebem constantemente menos radiação solar do que a região equatorial. A convecção de material do interior do planeta, porém, transporta energia para os polos, equalizando as temperaturas na camada de nuvens.

### Grande Mancha Vermelha

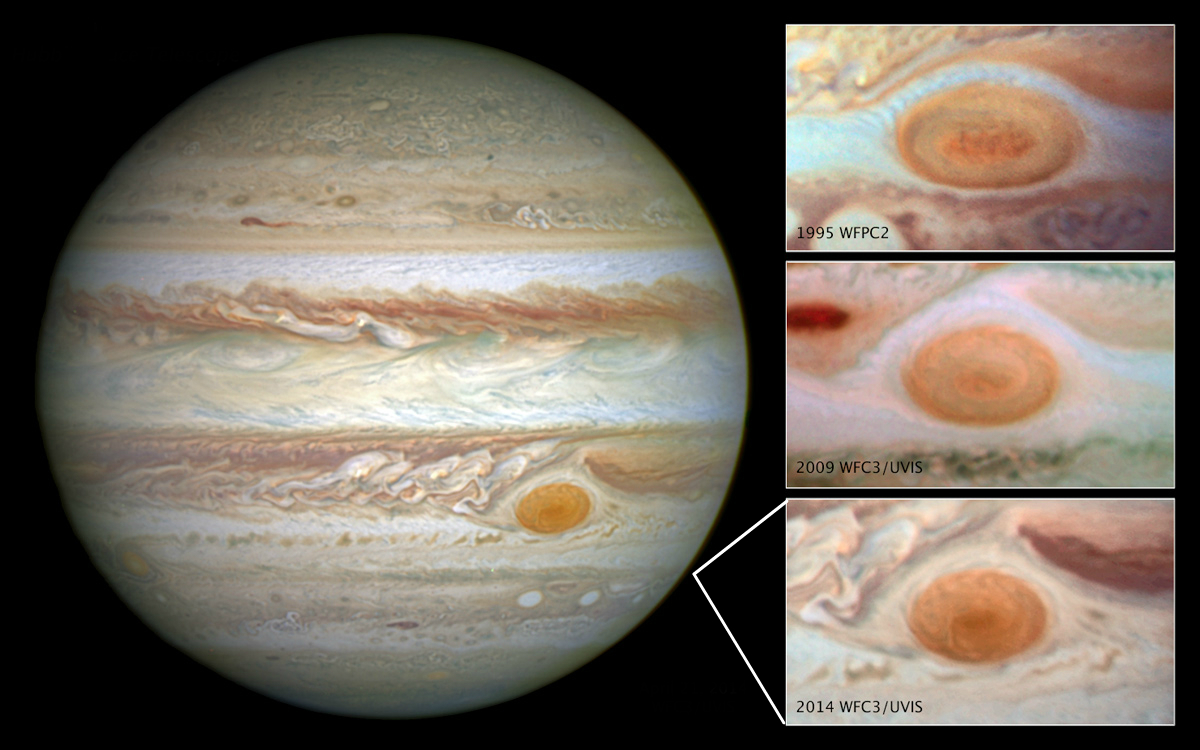
Imagens da Grande Mancha Vermelha

A característica mais marcante de Júpiter é a Grande Mancha Vermelha, uma tempestade anticiclônica persistente, localizada 22° ao sul do equador, que, com dimensões de 24-40 mil km x 12-14 mil km, pode abrigar dois ou três planetas com o diâmetro da Terra. Sabe-se de sua existência desde ao menos 1831, e, possivelmente, 1665. Imagens do telescópio espacial Hubble mostraram duas “manchas vermelhas” adjacentes à Grande Mancha Vermelha. Modelos matemáticos, em 2007, sugeriram que a tempestade era estável e poderia ser uma característica permanente do planeta; entretanto a tempestade diminuiu até 17 graus desde os anos 1800, quando ela poderia ter alcançado 5 600 ou quatro vezes o diâmetro da Terra. Atualmente, ela é cerca de 1,3 vezes o tamanho da Terra. Ela pode desaparecer completamente nos próximos 20 anos.
A tempestade é grande o suficiente para ser vista através de um telescópio com uma abertura de ao menos 12 cm. A Mancha Vermelha possui um formato oval e gira em torno de si mesma, em sentido anti-horário, com um período de seis dias. A altitude máxima da tempestade é cerca de 8 km acima das nuvens que a cercam.
Tempestades deste tipo são comuns dentro da atmosfera turbulenta de gigantes gasosos. Júpiter também possui ovais brancas e ovais marrons, tempestades menores sem nome. Ovais brancas comumente consistem de nuvens relativamente frias dentro da atmosfera superior. Ovais marrons são mais quentes e localizadas dentro da “camada normal de nuvens" do planeta. Tais tempestades duram desde algumas horas até séculos.
Mesmo antes de a Voyager ter provado que a Grande Mancha Vermelha era uma tempestade, havia forte evidência de que ela não poderia estar associada com nenhuma característica presente em camadas mais profundas em Júpiter, visto que tal mancha gira em torno do planeta de maneira diferente do resto da atmosfera, por vezes mais rápido e, por vezes, mais devagar.
Em 2000, uma nova característica atmosférica proeminente formou-se no hemisfério sul, similar em aparência à Grande Mancha Vermelha, mas menor em tamanho. Esta tempestade foi criada através da fusão de três ovais brancas menores — que haviam sido vistas pela primeira vez em 1938. Esta tempestade foi chamada Oval BA e apelidada de "Mancha Vermelha Júnior". Desde então, seu tamanho aumentou e sua cor mudou de branco para vermelho.

### Ciclones polares
Estacionado em cada pólo há um ciclone de vários milhares de quilômetros de largura. Mas cada um desses ciclones é cercado por um arranjo poligonal de tempestades de tamanho semelhante - oito no norte e cinco no sul.

## Massa

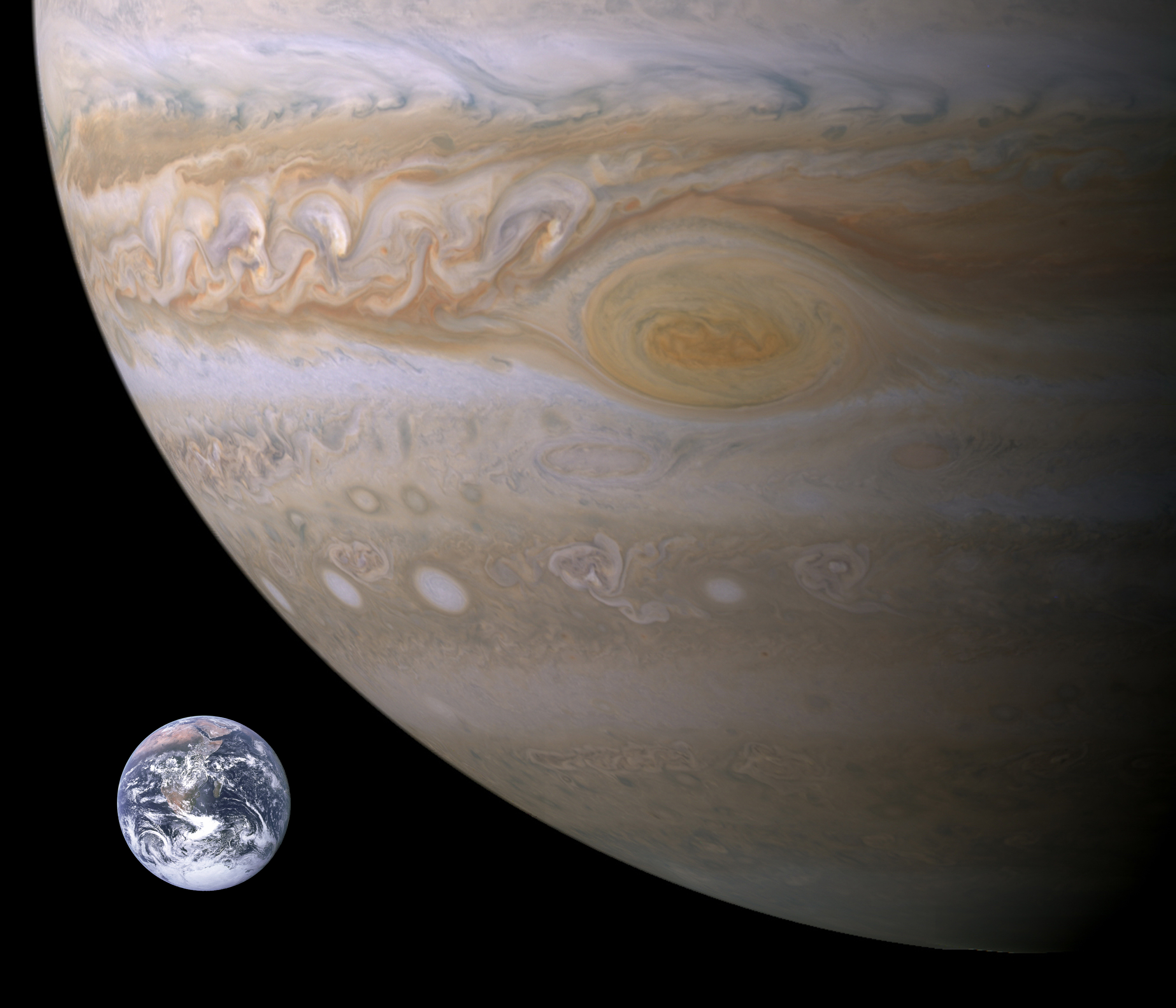
Aproximação da Terra e de Júpiter em tamanho, incluindo a Grande Mancha Vermelha

Júpiter possui uma massa 2,5 vezes maior do que a de todos os outros planetas tomados em conjunto, massivo o suficiente para fazer com que seu baricentro com o Sol localize-se acima da superfície solar (a 1,068 raio solar do centro do Sol). Júpiter é muito maior do que a Terra e consideravelmente menos denso: seu volume corresponde a 1 321 vezes o da Terra, mas sua massa é apenas 318 vezes maior. O raio de Júpiter é aproximadamente 1/10 do raio solar, e sua massa é 0,001 a massa solar, portanto as densidades dos dois corpos são similares.
Uma massa jupiteriana (MJ) é frequentemente utilizada como unidade para descrever a massa de outros objetos, em particular de planetas extrassolares e anãs marrons. Assim, por exemplo, o planeta extrassolar  HD 209458 b possui massa de 0,69 MJ, enquanto Kappa Andromedae b tem massa de 12,8 MJ.
Modelos teóricos indicam que se Júpiter tivesse muito mais massa do que atualmente possui, ele diminuiria em tamanho. Para adições menores de massa, o raio não mudaria de forma apreciável, e acima de 500 massas terrestres (1,6 massa de Júpiter) o seu interior ficaria tão mais comprimido com a maior pressão que o seu volume diminuiria, apesar do aumento da quantidade de matéria. Como resultado, acredita-se que Júpiter tenha o maior diâmetro possível a um planeta com a sua composição e história evolucionária. O processo de diminuição continuaria à medida que massa fosse adicionada, até que uma ignição estelar ocorresse com o planeta como em uma anã marromPB ou anã castanha,PE em torno de 50 MJ.
Embora Júpiter tivesse que ter cerca de 75 vezes mais massa do que tem para fundir hidrogênio e se tornar uma estrela, a menor anã vermelha possui o diâmetro apenas 30% maior que o de Júpiter. Apesar disso, Júpiter ainda irradia mais calor do que recebe do Sol; a quantidade de calor produzido internamente é similar à radiação solar total que recebe. Este calor adicional é gerado através do mecanismo de Kelvin-Helmholtz, por contração. Este processo resulta na redução do diâmetro do planeta de dois centímetros por ano. Quando foi formado, Júpiter era muito mais quente e tinha aproximadamente o dobro do seu diâmetro atual.

## Anéis planetários

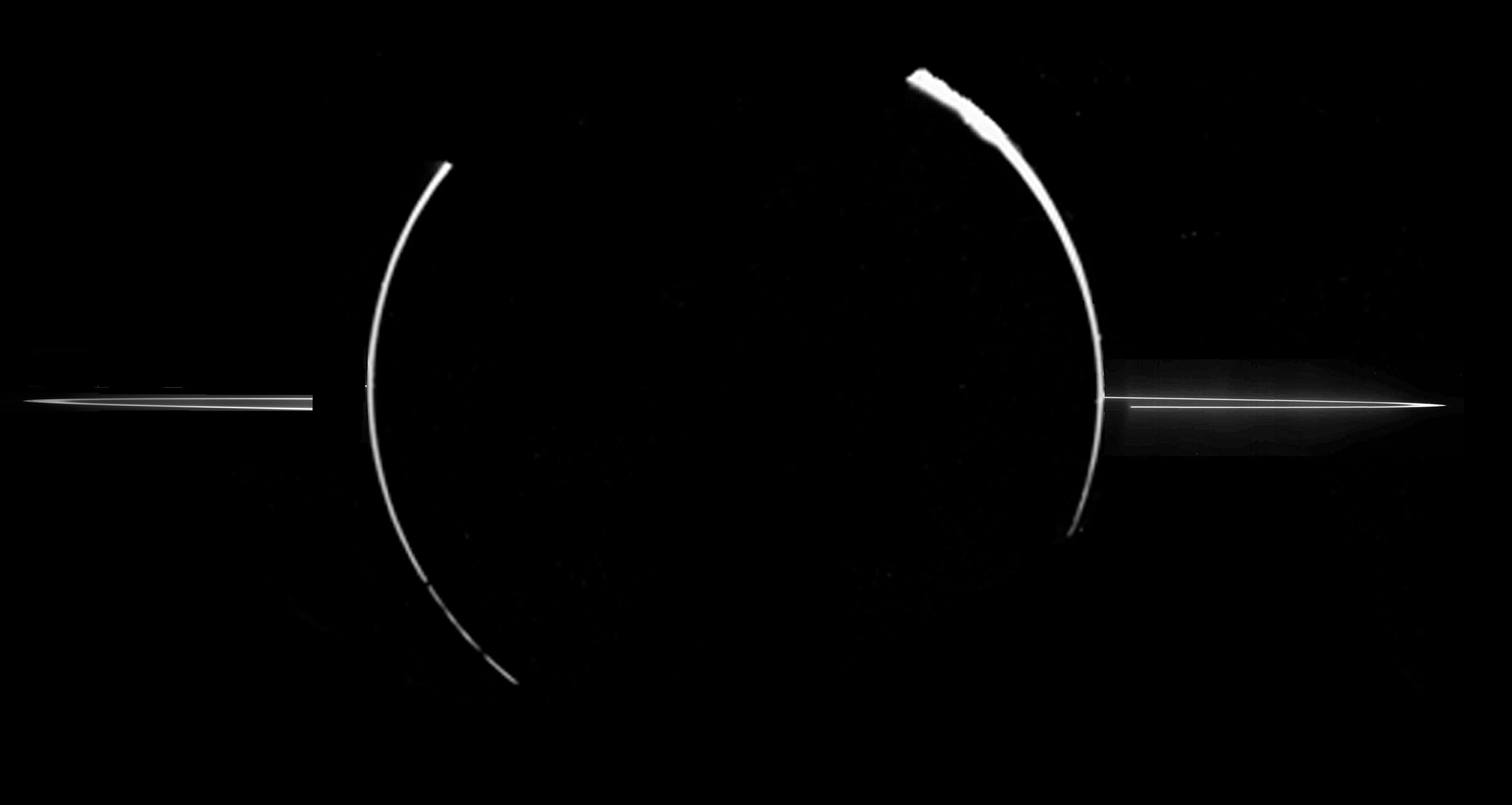
Mosaico fotográfico tomado pela sonda Galileu quando esta esteve na sombra do planeta, mostrando o tênue sistema de anéis de Júpiter

Júpiter possui um sistema de anéis bem menos evidente do que os de Saturno. Este sistema é composto por um toro interno de partículas, conhecido como halo, um anel principal relativamente brilhante e um sistema de anéis externo, chamado gossamer.

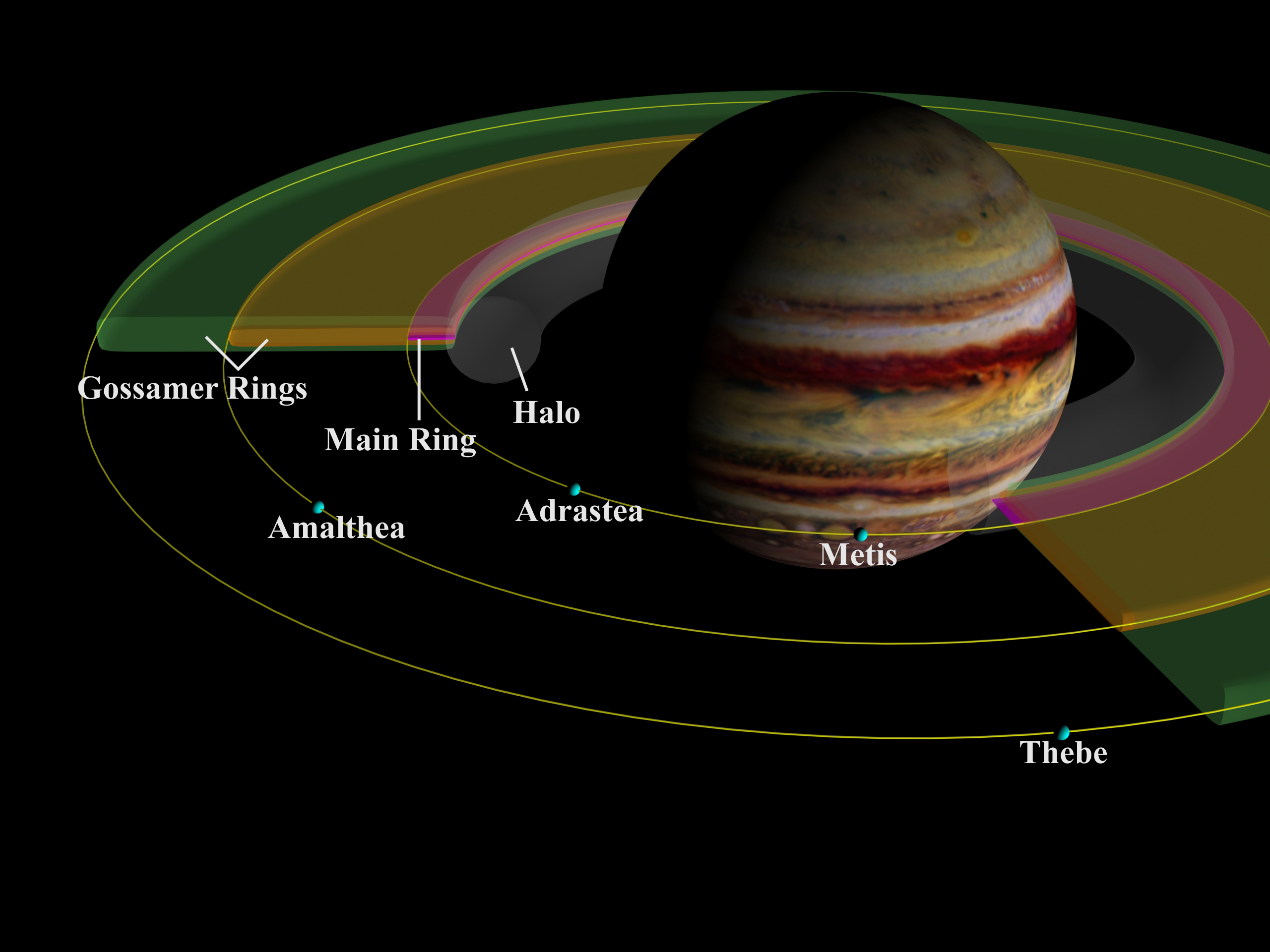
Modelo visual dos anéis de Júpiter

Esses anéis parecem ser feitos de poeira, e não de gelo como os de Saturno. Acredita-se que o anel principal seja feito de material ejetado dos satélites Adrasteia e Métis. Este material, que normalmente cairia de volta nos satélites, é puxado em direção ao planeta por causa de sua enorme força gravitacional, alimentando o anel. A órbita do material se altera em direção a Júpiter e material novo é acrescentado por impactos adicionais. De maneira similar, os satélites Tebe e Amalteia provavelmente produzem os dois componentes distintos do anel gossamer. Existe também evidência de um anel rochoso ao longo da órbita de Amalteia, que pode constituir-se de material ejetado de colisões do satélite em questão.

## Magnetosfera

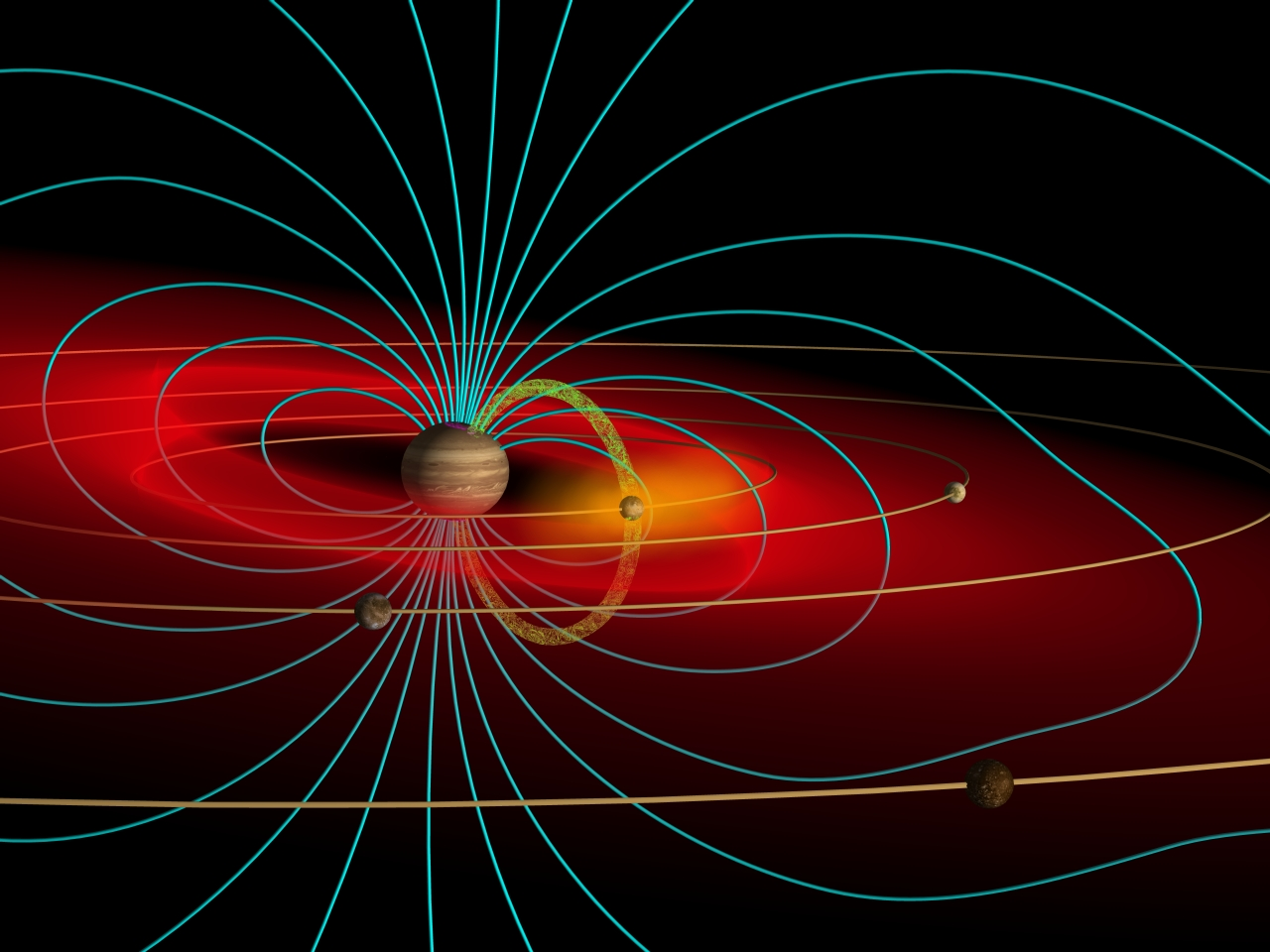
Representação esquemática da magnetosfera jupiteriana, com as linhas de campo e a mancha vermelha em torno do planeta, o toro alimentado por Io

Júpiter possui um campo magnético 14 vezes mais forte do que a da Terra, variando entre 4,2 gauss (0,42 mT) no equador a 10 a 14 vezes nos polos, o mais forte do Sistema Solar (não incluindo aqueles formados por manchas solares). Acredita-se que este campo seja gerado por correntes de Foucault — o movimento giratório de materiais condutores — dentro da camada de hidrogênio metálico líquido. Os vulcões do satélite Io emitem grande quantidade de dióxido de enxofre, formando um toro de gás em órbita do satélite. O gás é ionizado na magnetosfera, produzindo íons de enxofre e oxigênio, que, juntamente com íons de hidrogênio originários da atmosfera de Júpiter, formam uma folha de plasma no plano equatorial de Júpiter. O plasma na folha gira com o planeta, causando deformação no campo magnético dipolar dentro do disco magnético. Elétrons dentro da folha de plasma geram fortes ondas de rádio, na frequência de 0,6 a 30 MHz. Pesquisadores relataram em 2017 que os dados da nave espacial de Juno sugerem que os elétrons que geram o brilho polar podem ser acelerados por ondas turbulentas no campo magnético do planeta - um processo semelhante aos surfistas sendo conduzidos antes do quebrar das ondas.

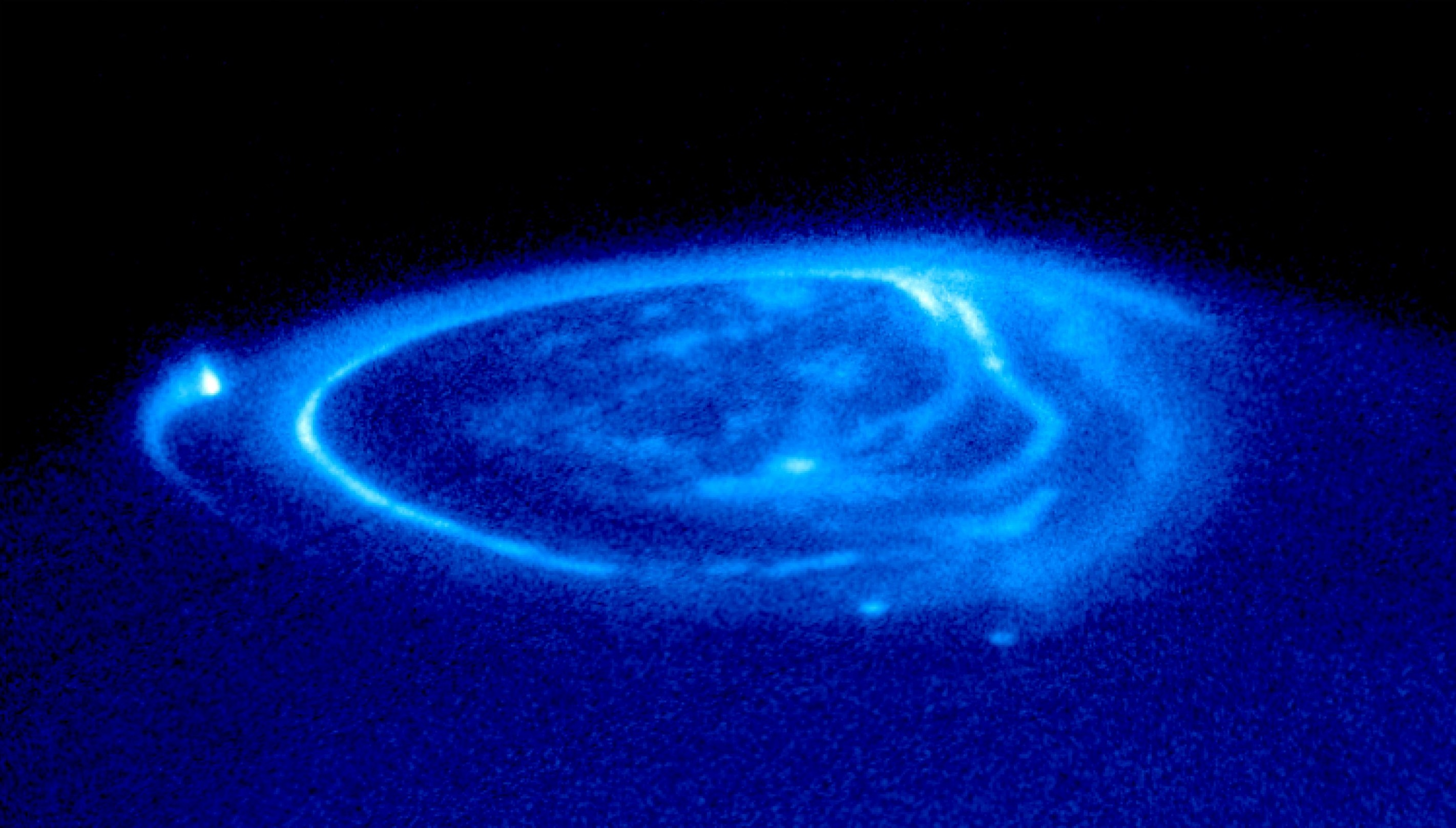
Aurora boreal em Júpiter. Três pontos brilhantes são criados através do fluxo de tubos magnéticos que conectam Io, Ganímede e Europa (localizados na esquerda e na parte inferior da imagem) entre si. Outras auroras de menos brilho também podem ser vistas.

A cerca de 75 raios jupiterianos do planeta, a interação da magnetosfera com o vento solar gera um bow shock. A magnetosfera é circundada pela magnetopausa, localizada no limite interior da magnetobainha, na qual as ondas magnéticas tornam-se fracas e desorganizadas. O vento solar interage com estas regiões, alongando a magnetosfera a sotavento de Júpiter e estendendo-a até quase a órbita de Saturno. Os quatro grandes satélites de Júpiter orbitam dentro da magnetosfera, que os protege do vento solar.
A magnetosfera de Júpiter é responsável por episódios de intensa emissão de rádio dos polos do planeta. A atividade vulcânica em Io injeta gás na magnetosfera jupiteriana, produzindo um toro de partículas em torno do planeta. A interação de Io e o toro, à medida que o primeiro se movimenta no segundo, produz ondas de Alfvén que carregam matéria ionizada nas regiões polares de Júpiter. Como resultado, ondas de rádio são geradas através de maser astrofísico ciclotrônico, e a energia é transmitida ao longo de uma superfície cônica. Quando a Terra atravessa este cone, as emissões de rádio de Júpiter podem superar a do Sol.
Emissões de raios-X das auroras de Júpiter foram detectadas pelo Telescópio Espacial Chandra da NASA em 2007. Auroras foram detectadas em sete planetas do nosso sistema solar. Alguns desses shows de luz são visíveis ao olho humano; outros geram comprimentos de onda de luz que só podemos ver com telescópios especializados. Comprimentos de onda mais curtos requerem mais energia para serem produzidos. Júpiter tem as auroras mais poderosas do sistema solar.
Na Terra, as auroras são geralmente visíveis apenas em um cinturão ao redor dos pólos magnéticos, entre 65 e 80 graus de latitude. As auroras de raios-X de Júpiter são diferentes. Elas existem na direção do cinturão auroral principal e pulsam, e aquelas no pólo norte freqüentemente diferem daquelas no pólo sul. Um estudo descobriu que as flutuações do campo magnético de Júpiter causaram as auroras de raios-X pulsantes. O limite externo do campo magnético é atingido diretamente pelas partículas do vento solar e comprimido. Essas compressões aquecem os íons que estão presos no extenso campo magnético de Júpiter, que estão a milhões de quilômetros de distância da atmosfera do planeta.

## Órbita e rotação

O centro de massa entre o planeta Júpiter e o Sol fica externo a este, de forma que ambos formam um sistema binário que orbita um ponto no espaço

Jupiter (vermelho) completa uma órbita em torno do Sol (centro) para cada 11,86 órbitas da Terra (azul)

Júpiter é o único planeta cujo centro de massa com o Sol fica fora do último, 1,068 raio solar ou 7% acima da superfície solar. Por este motivo, o planeta e o Sol orbitam um ponto no espaço em um sistema binário, de forma semelhante ao que ocorre com estrelas binárias.
A distância média entre Júpiter e o Sol é de 778 milhões de quilômetros, aproximadamente 5,2 UA. Júpiter completa uma órbita em torno do Sol a cada 11,86 anos, dois quintos da de Saturno, formando a ressonância orbital de 5:2 entre os dois maiores planetas do Sistema Solar.
A órbita elíptica de Júpiter possui uma inclinação de 1,31° comparada com a da Terra. Por causa de uma excentricidade de 0,048, a distância entre Júpiter e o Sol varia 75 milhões de quilômetros entre o periélio e o afélio, ou o ponto mais perto e o mais distante (neste caso em relação ao Sol) da órbita do planeta, respectivamente. A inclinação axial de Júpiter é relativamente pequena: apenas 3,13°. Como consequência, o planeta não possui mudanças significativas de estações, ao contrário da Terra e de Marte, por exemplo.
A rotação de Júpiter é a mais rápida entre todos os planetas do Sistema Solar – o planeta completa uma volta em torno de si mesmo em menos de 10 horas, criando um achatamento polar facilmente visível em um telescópio amador na Terra. Júpiter possui o formato de uma esfera oblata, ou seja, o diâmetro no equador é maior que o diâmetro entre os seus polos geográficos. O equador de Júpiter é 9 275 km maior que o diâmetro medido entre os polos.
Pelo fato de Júpiter não ser um objeto sólido, a parte superior da sua atmosfera possui rotação diferencial. A rotação da atmosfera do planeta na sua região polar é cerca de cinco minutos mais longa do que a da atmosfera equatorial. Por causa disso, três sistemas são usados como referência, particularmente a respeito de características atmosféricas. O Sistema I localiza-se entre 10° N e 10° S de latitude, e possui o menor período do planeta, com 9h 50 min. O Sistema II corresponde a todas as latitudes ao norte ou ao sul das primeiras, e possui período de 9h 55min 40,6s. O Sistema III foi criado originalmente por astrônomos de rádio e corresponde à rotação da magnetosfera do planeta. O período deste sistema é oficialmente a rotação de Júpiter.

## Satélites
Júpiter possui 95 satélites naturais confirmados (embora, em teoria, os componentes individuais que compõem seus anéis também sejam satélites do planeta, complicando a definição). Deste número, ao menos 51 possuem um diâmetro menor que 10 km e foram descobertos a partir de 1975. Os quatro maiores satélites, conhecidos como satélites galileanos, são Io, Europa, Ganimedes e Calisto.

### Classificação dos satélites
Antes das descobertas feitas pelas sondas Voyager, os satélites de Júpiter eram divididos em quatro grupos, cada um com quatro satélites, baseados nos elementos orbitais em comum. Desde então, vários pequenos satélites foram descobertos, complicando a classificação. Atualmente, acredita-se que os satélites estejam divididos em seis grupos, embora alguns sejam mais distintos que os outros.
Uma subdivisão básica é o agrupamento dos oito satélites mais próximos, que possuem órbitas praticamente circulares, próximas ao plano do equador e que, provavelmente, foram formados com Júpiter. O restante consiste de um número desconhecido de satélites irregulares, com órbitas elípticas e inclinadas, que se acredita serem asteroides capturados ou fragmentos de asteroides capturados. Satélites irregulares que pertencem a um grupo possuem elementos orbitais similares e, portanto, podem possuir uma origem comum, talvez sendo restos de um satélite ou corpo capturado que foi partido.
| Satélites regulares   | Satélites regulares |
| --------------------- | --- |
| Grupo Amalteia        | O grupo interior consiste de quatro pequenos satélites, todos com diâmetro de menos de 200 km, raio orbital de menos de 200 000 km e inclinações orbitais de menos de meio grau. |
| Satélites galileanos  | Estes quatro satélites, descobertos por Galileu Galilei e Simon Marius paralelamente, orbitam de 400 000 km a 2 000 km, e estão entre os maiores satélites do Sistema Solar.     |
| Satélites irregulares | |
| Temisto               | Satélite que é o único membro deste grupo, orbitando entre os satélites galileanos e o grupo Himalia.                                                                            |
| Grupo Himalia         | Um grupo concentrado de satélites que orbitam entre ∞ km de Júpiter |
| Carpo                 | Outro caso isolado, na borda interna do grupo Ananke |
| Grupo Ananke          | Possui fronteiras não bem definidas, a uma distância média de 21 276 000 km de Júpiter, inclinação média de 149°.                                                                |
| Grupo Carme           | Grupo razoavelmente distinto, com distância média de 23 404 000 km de Júpiter, inclinação média de 165°.                                                                         |
| Grupo Pasife          | Um grupo disperso que cobre todos os satélites exteriores. |

### Satélites de Galileu

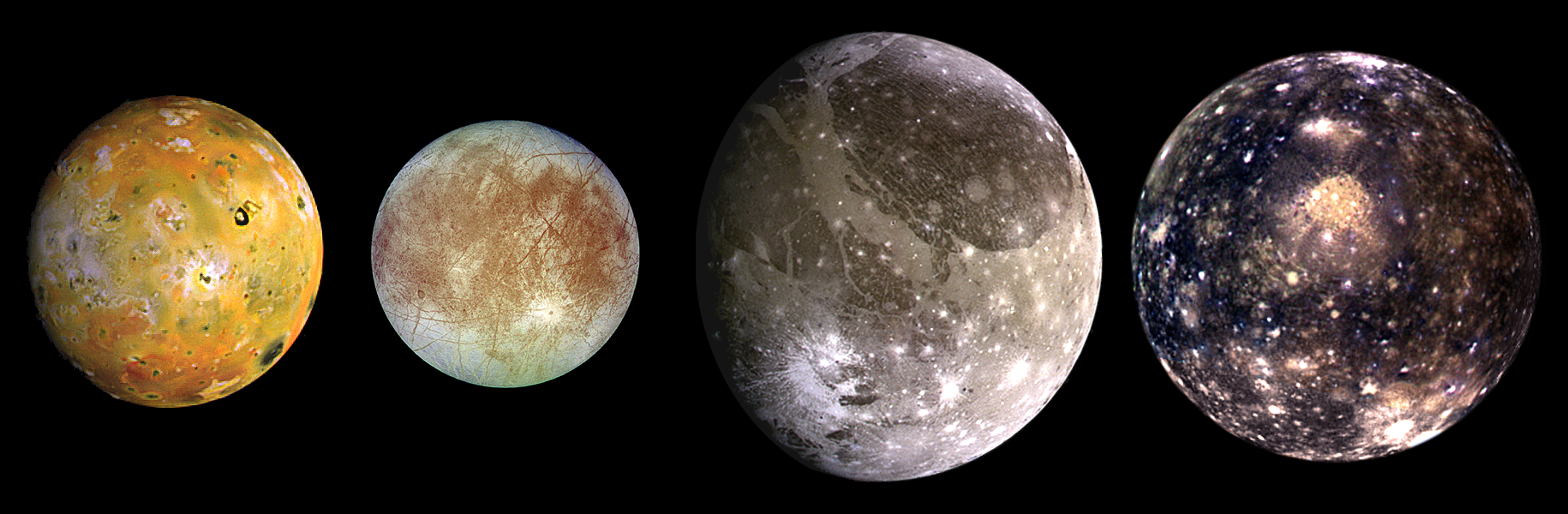
Satélites de Galileu

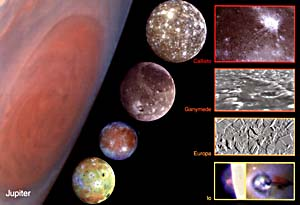
Satélites galileanos, em uma imagem composta comparando-os em tamanho, em conjunto com Júpiter; de cima para baixo: Calisto, Ganimedes, Europa e Io

Os satélites galileanos estão entre os maiores do Sistema Solar - Ganimedes se destaca por ser o maior, tendo um diâmetro maior que o planeta Mercúrio. Io destaca-se por ser um dos poucos corpos solares a possuir atividade vulcânica, e cogita-se a possibilidade de oceanos líquidos nos outros três satélites galileanos, em especial, Europa.
As órbitas de Io, Europa e Ganimedes formam um padrão conhecido como a ressonância de Laplace. Para cada quatro órbitas de Io em torno de Júpiter, Europa dá exatamente duas, e Ganimedes dá exatamente uma. Esta ressonância faz com que os efeitos gravitacionais das três luas distorçam suas órbitas em formas elípticas, visto que cada satélite recebe energia de seus vizinhos no mesmo ponto em todas as órbitas. As forças de maré de Júpiter, por outro lado, atuam na circularização dessas órbitas.
A excentricidade orbital destas três órbitas estressa a estrutura dos três satélites, com a gravidade jupiteriana "esticando" os satélites quando estes se aproximam do planeta. Próximo ao apogeu, os satélites voltam a assumir um formato mais esférico, devido à menor força de gravidade. O estresse aquece o interior dos satélites, via fricção. O efeito mais notável deste processo é a extraordinária atividade vulcânica em Io, satélite sujeito às maiores forças de maré, por ter a órbita mais interna. Outra consequência é a existência de uma crosta geologicamente jovem em Europa, sugerindo atividade vulcânica recente no satélite.
| Satélites de Galileu, comparados com a Lua terrestre | Satélites de Galileu, comparados com a Lua terrestre | Satélites de Galileu, comparados com a Lua terrestre | Satélites de Galileu, comparados com a Lua terrestre | Satélites de Galileu, comparados com a Lua terrestre | Satélites de Galileu, comparados com a Lua terrestre | Satélites de Galileu, comparados com a Lua terrestre | Satélites de Galileu, comparados com a Lua terrestre | Satélites de Galileu, comparados com a Lua terrestre | Satélites de Galileu, comparados com a Lua terrestre |
| Nome                                                 | Diâmetro                                             | Diâmetro                                             | Massa                                                | Massa                                                | Raio orbital                                         | Raio orbital                                         | Período orbital                                      | Período orbital                                      |                                                      |
| Nome                                                 | km                                                   | %                                                    | kg                                                   | %                                                    | km                                                   | %                                                    | dias                                                 | %                                                    |                                                      |
| ---------------------------------------------------- | ---------------------------------------------------- | ---------------------------------------------------- | ---------------------------------------------------- | ---------------------------------------------------- | ---------------------------------------------------- | ---------------------------------------------------- | ---------------------------------------------------- | ---------------------------------------------------- | ---------------------------------------------------- |
| Io                                                   | 3 643                                                | 105                                                  | 8,9×1022                                             | 120                                                  | 421 700                                              | 110                                                  | 1,77                                                 | 7                                                    |                                                      |
| Europa                                               | 3 122                                                | 90                                                   | 4,8×1022                                             | 65                                                   | 671 034                                              | 175                                                  | 3,55                                                 | 13                                                   |                                                      |
| Ganimedes                                            | 5 262                                                | 150                                                  | 14,8×1022                                            | 200                                                  | 1 070 412                                            | 280                                                  | 7,15                                                 | 26                                                   |                                                      |
| Calisto                                              | 4 821                                                | 140                                                  | 10,8×1022                                            | 150                                                  | 1 882 709                                            | 490                                                  | 16,69                                                | 61                                                   |                                                      |

## Observação

O movimento retrógrado de um planeta cuja órbita está além da Terra (em relação ao Sol) é causado por sua localização relativa com respeito à Terra

Júpiter é, normalmente, o quarto objeto mais brilhante do céu, atrás apenas do Sol, da Lua e de Vênus, embora por vezes Marte seja mais brilhante. Dependendo da posição de Júpiter em relação à Terra, a magnitude visual do planeta varia entre -2,8 em oposição, e -1,6, durante conjunção com o Sol. O diâmetro angular de Júpiter, da mesma maneira, varia entre 50,1 e 29,8 segundos de arcos. Oposições favoráveis ocorrem quando Júpiter está no seu periélio, evento que ocorre uma vez por órbita.
A Terra ultrapassa Júpiter a cada 398,9 dias na medida em que ambos orbitam o Sol, no que é chamado o período sinódico. Quando isto ocorre, Júpiter parece mover-se em sentido retrógrado com respeito às estrelas de fundo, ou seja, por um período de tempo, Júpiter parece dar a ré no céu, num movimento de looping.
Como a órbita jupiteriana é mais externa do que a da Terra, o ângulo de fase de Júpiter como visto da Terra nunca supera os 11,5°. Ou seja, o planeta sempre aparece quase totalmente iluminado em telescópios na Terra. Imagens do planeta em fase crescente foram obtidas apenas em missões espaciais para Júpiter. Um pequeno telescópio geralmente mostra os quatro satélites de Galileu e os notáveis cinturões de nuvens através da atmosfera de Júpiter. Um telescópio grande mostra a Grande Mancha Vermelha quando esta se apresenta de frente para a Terra.
A mancha de Clyde é uma pluma oval branca de material que entra em erupção acima das camadas superiores de nuvens da atmosfera joviana, descoberta no hemisfério sul de Júpiter em julho de 2020.

## Formação
Depois da formação do Sol, que ocorreu há cerca de 4,6 bilhões * de anos atrás, o material residual, de alta metalicidade, orbitando em torno da recém-formada estrela, espalhou-se em torno do Sol, formando um disco protoplanetário. Este material gradualmente formou planetesimais que, por sua vez, agregando-se, formaram os protoplanetas. A parte interna tem mais metais do que as partes externas, representando 3-9% da massa total de Júpiter. Esta é uma metalicidade alta o suficiente para concluir que os planetesimais devem ter desempenhado um papel na formação de Júpiter.
Acredita-se que a formação de Júpiter tenha começado através da coalescência de planetesimais compostos por materiais voláteis (gelo, em termos astronômicos) na frost line do Sistema Solar, além de um limite no qual os planetesimais começaram a crescer rapidamente através da acreção de material abundante de baixo ponto de fusão. As condições para uma massiva acreção (abundância de material e tempo disponível de acreção) estavam mais pronunciadas entre 5 e 6 UA, provocando um acúmulo rápido de material nesta região, formando um embrião planetário com cerca de 10 massas terrestres, massivo o suficiente para começar a agregar gás do disco solar (mais especificamente, hidrogênio e hélio).
O embrião continuou a crescer, agregando mais planetesimais do que gás. Com a acreção de planetesimais, o número destes na vizinhança orbital do embrião jupiteriano gradualmente caiu, enquanto o gás continuava na vizinhança orbital. Assim sendo, gases passaram a compor cada vez maior percentagem da massa total agregada pelo embrião planetário, chegando a um ponto no qual a acreção de gás e planetesimais era igual. Quando isto ocorreu, um período de baixa acreção de ambos os materiais teve início, após o qual um processo rápido de acreção de gás iniciou-se. No início deste período, metade da massa do embrião jupiteriano era composta por gás. Nas próximas centenas de milhares de anos, o embrião jupiteriano rapidamente absorveu a maior parte do gás disponível em sua vizinhança orbital, com material sólido compondo uma percentagem mínima da massa agregada pelo planeta. Acredita-se que Júpiter tenha alcançado sua massa atual entre um a dez milhões de anos. A acreção rápida e massiva de gás aqueceu o planeta, possivelmente ao ponto de este ter superado o Sol, em brilho, por um tempo.
Júpiter pode ter sido formado inicialmente a 5,6 UA do Sol ou 70 milhões de quilômetros além de sua órbita atual. Por causa de fricção com material do disco nebular, em cem mil anos ele migrou em direção à sua órbita atual, por causa da perda de momento angular. No processo, a órbita jupiteriana formou uma ressonância orbital de 1:2 com a de Saturno. Durante esta fase, Júpiter provavelmente capturou os asteroides troianos.
Os satélites regulares de Júpiter (grupo Amalteia e satélites galileanos) provavelmente foram criados de material orbitando o planeta. Antes da formação dos satélites galileanos, vários outros satélites podem ter existido, todos engolidos por Júpiter por causa de fricção com o material em órbita. O restante dos satélites eram corpos que foram atraídos pela enorme força gravitacional jupiteriana quando passavam em sua vizinhança.
A hipótese de que o planeta foi formado através da coalescência de planetesimais e, posteriormente, do acréscimo de gás, é suportada por uma publicação feita em novembro de 2008, que argumenta que Júpiter possui um núcleo de 14 a 18 massas terrestres, o que indica que ele possua um núcleo sólido com o dobro da massa que estimativas anteriores indicavam, e possibilitando a adição de grandes quantidades de gás da nebulosa solar.

## Pesquisa e exploração

### Pesquisa pré-telescópio
A observação de Júpiter se faz desde pelo menos o século VII ou VIII a.C., pelos astrônomos babilônios. Os chineses antigos também observavam a órbita de Suìxīng (歲星) e estabeleceram o seu ciclo de “Doze Ramos Terrestres” baseado no seu número aproximado de anos; a língua chinesa ainda utiliza o seu nome (simplificado como 岁) quando se refere aos anos da idade. Até o século IV a.C., essas observações tinham levado ao desenvolvimento do horóscopo chinês, com cada ano associado com uma estrela Tai Sui (a estrela diretamente oposta a Júpiter naquele ano) e o deus que controlava a região do céu oposta à posição de Júpiter no céu noturno; essas crenças sobrevivem em algumas práticas religiosas taoistas e nos doze animais do zodíaco da Ásia oriental, que atualmente são popularmente assumidas como associados à chegada dos animais ante Buda. O historiador chinês Xi Zezong afirmou que Gan De, um antigo astrônomo chinês, descobriu um dos satélites de Júpiter em 362 a.C. a olho nu. Se isto for correto, antecederia a descoberta de Galileu em quase dois milênios. Em seu trabalho do século II Almagesto, o astrônomo Ptolemeu construiu um modelo planetário geocêntrico baseado em deferentes e epiciclos para explicar o movimento de Júpiter em relação à Terra, fixando o seu período orbital em torno da Terra em 4 332,38 dias, ou 11,86 anos. Em 499, Ariabata, um matemático-astrônomo da era clássica da matemática e astronomia indianas, também usou um modelo geocêntrico para estimar o período de Júpiter em 4 332,2722 dias, ou 11,86 anos.

### Pesquisa baseada em telescópios na Terra

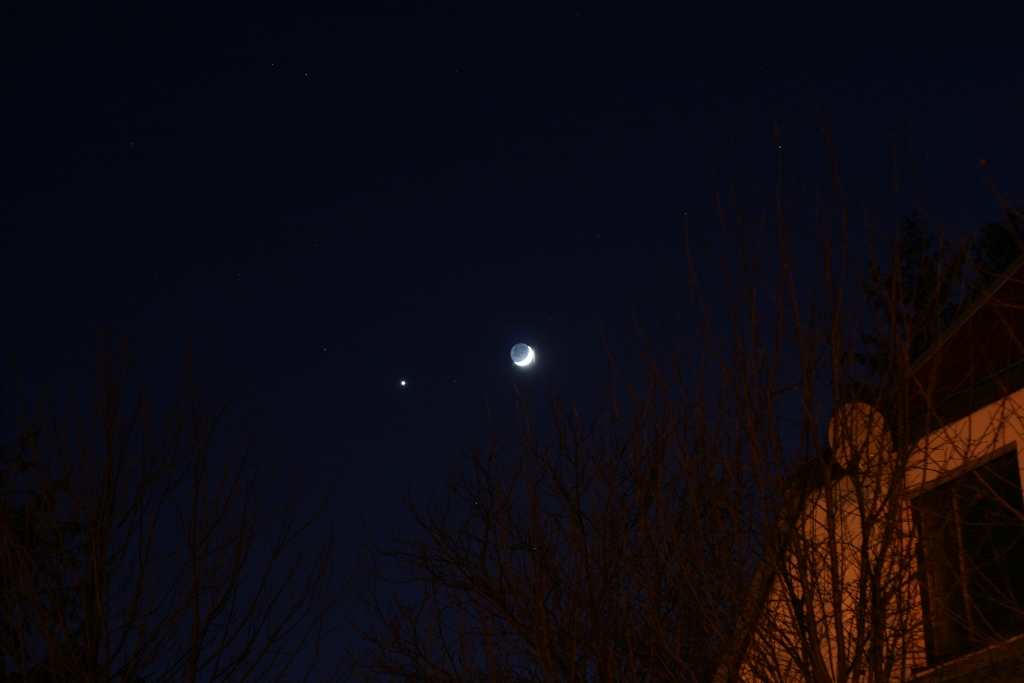
Júpiter visto ao lado da Lua a partir da Terra

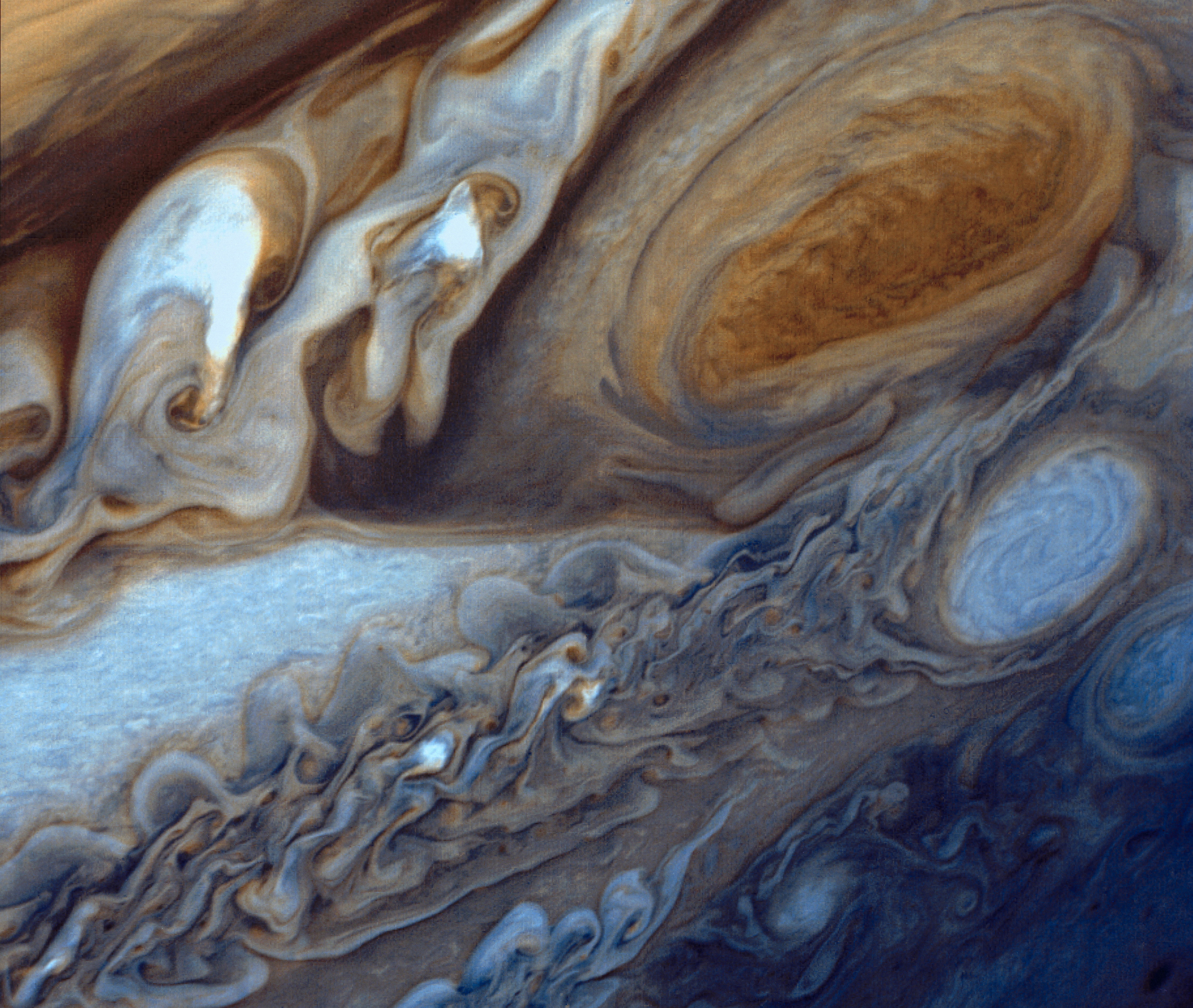
Imagem em falsa cor da atmosfera jupiteriana tomada pela mostrando a Grande Mancha Vermelha e uma oval menor por perto

Em 1610, Galileu Galilei, por meio de um telescópio, descobriu os quatro grandes satélites de Júpiter, que atualmente são chamados satélites galileanos. Um dia depois de Galileu, Simon Marius, atuando de forma independente, descobriu satélites ao redor de Júpiter, embora ele somente tenha publicado em livro a sua descoberta em 1614. Entretanto, os nomes que permaneceram para os satélites foram os atribuídos por Marius –  Io, Europa, Ganimedes e Calisto. Esta descoberta foi a primeira de corpos no espaço que aparentemente não gravitavam a Terra. Este foi um ponto importante em favor da teoria heliocentrista do movimento dos planetas, de Nicolau Copérnico; os discursos de Galileu em favor da teoria de Copérnico fizeram com que fosse julgado pela Inquisição.
Durante a década de 1660, Giovanni Domenico Cassini usou um novo telescópio e descobriu manchas e faixas coloridas em Júpiter, notando também que o planeta possuía um formato achatado. Cassini ainda estimou o período de rotação do planeta. Em 1690, Cassini notou que a atmosfera jupiteriana possui rotação diferencial.
A Grande Mancha Vermelha, uma característica relevante no hemisfério sul do planeta, pode ter sido observada pela primeira vez por Robert Hooke em 1664 e por Cassini em 1665, embora este fato não esteja totalmente comprovado. O farmacêutico Samuel Heinrich Schwabe produziu em 1831 os primeiros desenhos mostrando os detalhes da Mancha. A Mancha foi perdida de vista em várias ocasiões entre 1665 e 1708 e tornou-se bem visível em 1878. Foi registrada como tendo se atenuado em 1883 e no começo do século XX.
Tanto Giovanni Alfonso Borelli quanto Cassini construíram tabelas cuidadosas do movimento dos satélites jupiterianos, permitindo a predição de quando os satélites iriam passar atrás ou na frente do planeta. Porém, na década de 1670, astrônomos notaram que, quando Júpiter estava no lado oposto do Sol em relação à Terra, estes eventos ocorriam cerca de 17 minutos mais tarde do que o esperado. Ole Rømer deduziu que a visão não é instantânea (um fato que Cassini havia anteriormente rejeitado) e esta diferença foi utilizada para estimar a velocidade da luz.
Em 1892, Edward Emerson Barnard descobriu um quinto satélite, utilizando o telescópio de 91 cm do Observatório Lick, na Califórnia. A descoberta deste objeto relativamente pequeno, um atestado de sua ótima visão, tornou-o rapidamente famoso. O satélite foi posteriormente chamado Amalteia. Esta foi a última descoberta de um satélite planetário feita via observação visual.
Em 1932, Rupert Wildt identificou bandas de absorção de amônia e metano no espectro de Júpiter.
Três ovais anticiclônicas de longa duração foram observadas em 1938. Por décadas elas continuaram como características distintas da atmosfera jupiteriana, por vezes aproximando-se uma da outra, mas nunca se juntando. Em 1998, porém, duas das ovais se fundiram, absorvendo a terceira em 2000, criando a Oval BA.
Em 1955, Bernard Burke e Kenneth Franklin detectaram pulsos de rádio vindos de Júpiter a 22,2 MHz. O período dos pulsos igualava o da rotação jupiteriana, como o que ambos utilizaram esta informação para aumentar a precisão do período de rotação do planeta. Descobriu-se que pulsos de rádio vinham em duas formas: pulsos longos, durando vários segundos, e pulsos curtos, de menos de um centésimo de segundo.
Cientistas descobriram que existiam três formas de sinais de rádio transmitidas de Júpiter: * Pulsos de rádio decamétricos (com comprimento de onda de dezenas de metros) variam com a rotação de Júpiter e são influenciados pela interação de Io com o campo magnético jupiteriano; * Emissões de rádio decimétricas (com comprimentos de onda medidos em centímetros) foram observadas pela primeira vez por Frank Drake e Hein Hvatum em 1959. Estes sinais originam-se de um cinturão em torno do equador jupiteriano e são causados por radiação ciclotrônica de elétrons acelerados pelo campo magnético jupiteriano; * Radiação termal produzida por calor na atmosfera de Júpiter.

### Exploração
Desde 1973 várias sondas espaciais visitaram Júpiter, a mais notável sendo a Pioneer 10, a primeira a se aproximar suficientemente para enviar revelações sobre propriedades e fenômenos do maior planeta do Sistema Solar. Missões para outros planetas dentro do Sistema Solar requerem alto custo de energia, a qual é descrita através da mudança de velocidade da espaçonave, ou delta-v. Entrar em uma órbita de transferência de Hohmann da Terra para Júpiter, a partir de uma órbita baixa da Terra, requer um delta-v de 6,3 km/s, o que é comparável ao delta-v de 9,7 km/s necessário para alcançar uma órbita baixa em torno da Terra. Felizmente, a gravidade assistida utilizando sobrevoos de outros planetas pode ser utilizada para diminuir a energia requerida para alcançar Júpiter, com a contrapartida do custo de uma missão muito mais longa.

#### Missões de sobrevoo
| Sonda        | Aproximação             | Distância (km) |
| ------------ | ----------------------- | -------------- |
| Pioneer 10   | 3 de dezembro de 1973   | 130 000        |
| Pioneer 11   | 4 de dezembro de 1974   | 34 000         |
| Voyager 1    | 5 de março de 1979      | 349 000        |
| Voyager 2    | 9 de julho de 1979      | 570 000        |
| Ulysses      | 8 de fevereiro de 1992  | 408 894        |
| Ulysses      | 4 de fevereiro de 2004  | 120 000 000    |
| Cassini      | 30 de dezembro de 2000  | 10 000 000     |
| New Horizons | 28 de fevereiro de 2007 | 2 304 535      |

A partir de 1973, várias sondas espaciais executaram manobras de sobrevoo que as levaram a distâncias viáveis para a observação de Júpiter. As missões Pioneer obtiveram as primeiras imagens de close-up da atmosfera jupiteriana e de vários de seus satélites. As sondas descobriram que os campos radioativos em torno do planeta eram muito mais fortes do que o esperado, mas ambas as espaçonaves sobreviveram ao ambiente hostil. A trajetória de tais sondas foi utilizada para refinar as estimativas da massa do sistema jupiteriano. Ocultações de sinais de rádio pelo planeta resultaram em um aumento da precisão do diâmetro do planeta e da dimensão do achatamento polar.
Seis anos depois, as sondas Voyager aumentaram drasticamente o conhecimento dos satélites galileanos e descobriram os anéis de Júpiter. Essas sondas também confirmaram que a Grande Mancha Vermelha era anticiclônica. Comparações de fotos da Mancha Vermelha tomadas pela Voyager e pela Pionner mostraram que a tempestade mudou de cor entre as missões, passando de laranja para marrom escuro. Um toro de átomos ionizados foi descoberto ao longo da órbita de Io e vulcões foram descobertos na superfície do satélite, alguns em erupção. As sondas observaram raios na atmosfera do planeta à noite.
A sonda Ulysses fez uma manobra de sobrevoo para alcançar uma órbita polar em torno do Sol. Durante esta passagem, realizou estudos sobre a magnetosfera jupiteriana. Nenhuma imagem foi tomada, já que a sonda não possui câmeras. Seis anos depois, ela fez outro sobrevoo, mas a distância foi bem maior.
Em 2000, a sonda Cassini-Huygens, que seguia para Saturno, passou por Júpiter, fornecendo as imagens de melhor resolução já tomadas do planeta.
A sonda New Horizons, rumo a Plutão, passou por Júpiter para obter gravidade assistida. Sua maior aproximação foi realizada em 28 de fevereiro de 2007. As câmeras da sonda mediram a quantidade de plasma proveniente dos vulcões de Io e analisaram os quatro satélites galileanos em detalhe, além de fazer observações de longa distância dos satélites Himalia e Elara. As imagens começaram a ser tomadas em 4 de setembro de 2006.

#### Missão Galileu

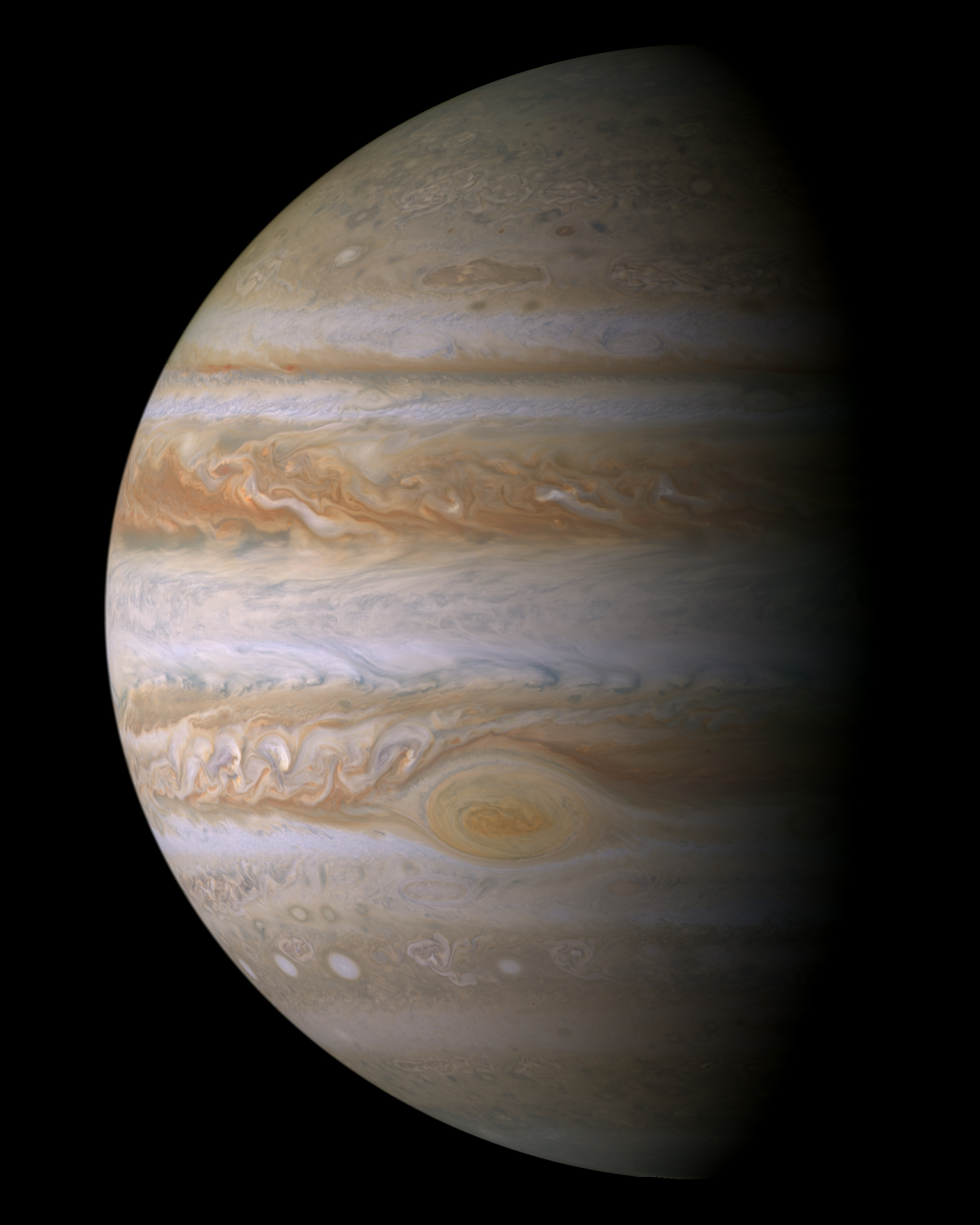
Júpiter visto do espaço pela Cassini-Huygens

A primeira espaçonave a orbitar Júpiter foi a Galileu, que entrou em órbita em 7 de dezembro de 1995. A missão durou sete anos, fazendo várias aproximações com os satélites galileanos e com Amalteia. Ela também testemunhou a colisão do cometa Shoemaker-Levy 9 com Júpiter, quando se aproximava do planeta em 1994. Embora as informações enviadas pela sonda tenham sido extensivas, a quantidade de informação transmitida à Terra foi reduzida pela falha da antena primária da espaçonave, forçando-a a operar com sua antena secundária.
Uma sonda atmosférica de titânio de 340 kg foi lançada da Galileu em julho de 1995, entrando na atmosfera em 7 de dezembro. Utilizando um paraquedas a 150 km da atmosfera para reduzir sua velocidade para 2.575 km/h, a sonda enviou informações sobre a atmosfera jupiteriana por 57,6 minutos, antes de ser destruída pela pressão  de 23 atm à temperatura de (153 °C). A própria sonda principal Galileu sofreu uma versão mais rápida do mesmo destino, quando foi colocada intencionalmente em rota de colisão com Júpiter, em 21 de setembro de 2003, a uma velocidade acima de 50 km/s, para evitar qualquer possibilidade de colisão e possivelmente contaminação de Europa, satélite que os cientistas acreditam que possa abrigar algum tipo de vida.
Os dados desta missão revelaram que hidrogênio compõe até 90% da atmosfera de Júpiter. A temperatura registrada foi de mais de 300 °C e a velocidade do vento medida de mais de 644 km/h, antes de a sonda se vaporizar.

#### Missão Juno
A missão Juno da NASA chegou a Júpiter em 4 de julho de 2016 e se espera que execute 37 órbitas ao longo dos 20 meses seguintes. O plano da missão definiu que Juno estudará o planeta em detalhe a partir de uma órbita polar. Em 27 de agosto de 2016, a sonda realizou o seu primeiro sobrevoo de Júpiter e enviou as primeiras imagens do polo norte do planeta.

#### Sondas futuras
A próxima missão planejada para o sistema jupiteriano será a sonda da Agência Espacial Europeia Jupiter Icy Moon Explorer (JUICE), com lançamento previsto para 2022, seguida da missão da NASA Europa Clipper em 2025.

#### Missões canceladas
Tem havido um grande interesse em estudar os satélites gelados em detalhe, por causa da possibilidade de existência de oceanos líquidos subsuperficiais nos satélites Europa, Ganimedes e Calisto, mas dificuldades financeiras têm atrasado o progresso. O projeto JIMO (Jupiter Icy Moons Orbiter) da NASA foi cancelado em 2005. Uma proposta subsequente foi desenvolvida para um projeto conjunto NASA/ESA, chamado EJSM/Laplace, com lançamento programado para em torno de 2020. O EJSM/Laplace teria consistido na fusão do projeto da NASA Jupiter Europa Orbiter e o da ESA Jupiter Ganymede Orbiter. Entretanto, a ESA encerrou formalmente a parceria em abril de 2011, citando problemas orçamentários da NASA e as consequências no cronograma do projeto. Em seu lugar, a ESA planejou avançar com seu projeto unicamente europeu para competir em sua seleção de projetos Cosmic Vision.

## Interação com o Sistema Solar

Animação mostrando as órbitas irregulares dos satélites externos de Júpiter

A influência gravitacional de Júpiter afetou o Sistema Solar desde sua formação. A inclinação das órbitas da maioria dos planetas do Sistema Solar é mais similar à inclinação orbital jupiteriana do que à do equador solar (a única exceção é Mercúrio), as lacunas de Kirkwood no cinturão de asteroides devem-se primariamente a Júpiter e este pode ter sido responsável pelo intenso bombardeio tardio do interior do Sistema Solar.
A maioria dos cometas de curto período (com período menor que 200 anos) pertence à família jupiteriana – que é definida como a dos cometas cujo semieixo maior é menor do que o de Júpiter. Acredita-se que os cometas pertencentes à família jupiteriana provêm do cinturão de Kuiper, além da órbita de Netuno. Durante aproximações de Júpiter, a gravidade deste perturba as órbitas destes cometas, diminuindo seu período orbital. A gravidade jupiteriana, em conjunto com a do Sol, acaba por circularizar a órbita destes cometas.
Devido à magnitude da massa de Júpiter, o centro de gravidade entre ele e o Sol localiza-se pouco acima da superfície do Sol. Júpiter é o único corpo do Sistema Solar para o qual isto acontece.

### Asteroides troianos

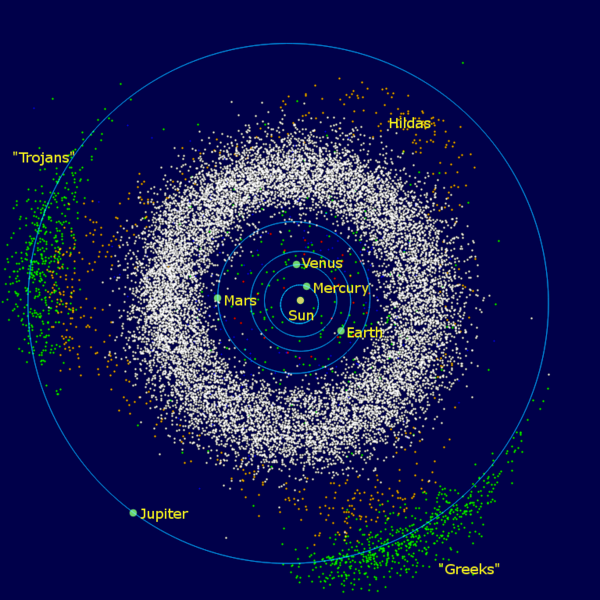
Diagrama mostrando os troianos de Júpiter na órbita do planeta, bem como o cinturão principal de asteroides

Juntamente com seus satélites, a gravidade de Júpiter controla numerosos asteroides posicionados nos pontos de Lagrange, precedendo e seguindo o planeta a uma distância de 60° em sua órbita em torno do Sol. Estes asteroides são os asteroides troianos de Júpiter, que se localizam nos campos L4 (asteroides "gregos") e L5 (asteroides "troianos"), em referência à Ilíada.
O primeiro asteroide troiano, 588 Achilles, foi descoberto por Max Wolf em 1906. Desde então, mais de seis mil destes corpos foram descobertos, sendo o maior deles 624 Hektor.
Estima-se que o número de asteroides troianos com mais de 1 km de diâmetro seja de cerca de um milhão.

### Captura temporária de satélites
A grande esfera de Hill de Júpiter permite ao planeta capturar temporariamente diversos corpos menores, que permanecem em órbita variando desde alguns anos até milhões de anos. O termo utilizado para descrever estes eventos é captura temporária de satélites (TSC). Exemplos destes satélites são 82P/Gehrels, 111P/Helin-Roman-Crockett, 147P/Kushida-Muramatsu, P/1996 R2 Lagerkvist e provavelmente o Shoemaker-Levy 9. Acredita-se que vários dos satélites irregulares das regiões exteriores do sistema jupiteriano sejam asteroides que foram capturados pelo planeta.

### Impactos

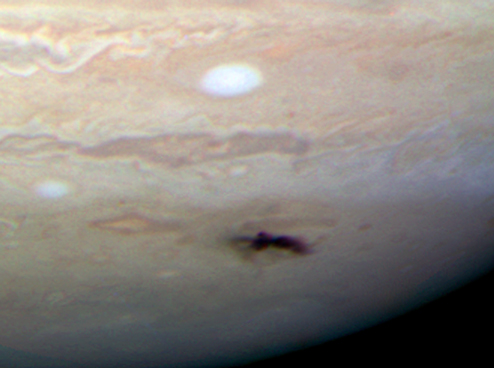
Imagem do Telescópio Hubble de 23 de julho de 2009 mostrando uma mancha de cerca de oito mil quilômetros de extensão causada por um impacto.

Júpiter tem sido chamado "aspirador" do Sistema Solar, devido ao seu enorme poço gravitacional e sua localização próxima ao interior do Sistema Solar. É o planeta que mais recebe impactos de cometas. Acreditava-se que Júpiter protegia o interior do Sistema Solar de cometas que poderiam colidir nos planetas terrestres, porém, simulações computadorizadas recentes sugerem que o planeta não causa uma redução do número de cometas que orbitam antes da órbita jupiteriana, visto que sua gravidade perturba a órbita dos cometas em direção ao interior do Sistema Solar em números similares aos cometas que absorve ou ejeta. Este tópico ainda é controverso entre os astrônomos, visto que alguns acreditam que Júpiter atrai cometas do cinturão de Kuiper em direção à Terra, enquanto outros acreditam que Júpiter protege a Terra da Nuvem de Oort.
Uma análise de 1997 de desenhos astronômicos históricos sugeriu que o astrônomo Cassini pode ter reportado uma característica proveniente de um impacto, em 1690. A pesquisa levantou outras oito observações candidatas, entre 1664 e 1839, mas elas possuem pouca ou nenhuma possibilidade de ser resultado de um impacto.
Descobertas mais recentes incluem os seguintes casos:
1. Uma bola de fogo foi fotografada pela Voyager 1 durante seu encontro com Júpiter em 1979;[169]
2. Em 19 de julho de 2009, uma mancha causada por um impacto foi descoberta a cerca de 216° de longitude no Sistema II.[170][171] A mancha, de cor negra, tinha tamanho similar à Oval BA. Observações em infravermelho do Observatório Keck mostraram uma mancha brilhante no local do impacto, indicando que o mesmo aqueceu a baixa atmosfera na área próxima ao polo sul.[172][173][174] O corpo causador não foi detectado antes da colisão, embora se acredite que tenha sido um asteroide com diâmetro entre 200 e 500 m;[175][176]
3. Uma bola de fogo, menor do que os impactos observados anteriormente, foi detectada em 3 de junho de 2010 por Anthony Wesley, um astrônomo amador na Austrália, e descobriu-se mais tarde que ela havia sido capturada em vídeo por outro astrônomo amador nas Filipinas;[177]
4. Outras bolas de fogo foram vistas ainda em 20 de agosto de 2010[178] e em 10 de setembro de 2012;[169][179] # Em 17 de março de 2016, a colisão com o planeta de um asteroide ou cometa foi filmada em vídeo.[180]

#### Impacto do Shoemaker-Levy 9

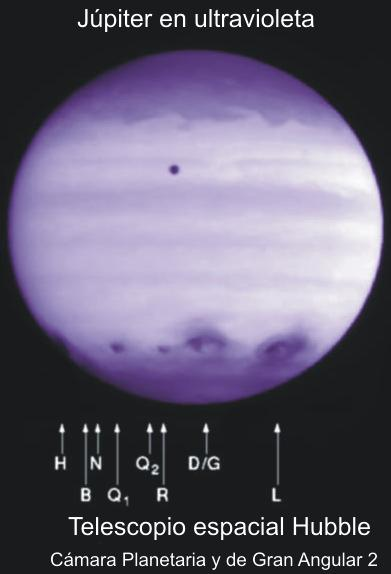
Imagem em ultravioleta de Júpiter, cerca de 2,5 horas após impacto do fragmento R do cometa Shoemaker-Levy 9. O ponto preto no topo é um dos satélites galileanos transitando Júpiter.

Entre 16 de julho e 22 de julho de 1994, mais de 20 fragmentos do cometa Shoemaker-Levy 9 atingiram o hemisfério sul de Júpiter, sendo o primeiro impacto entre dois corpos significativos do Sistema Solar observado diretamente. Descoberto em 25 de março de 1993 pelos astrônomos Eugene e Carolyn Shoemaker e David Levy, durante observações fotográficas de Júpiter, o cometa imediatamente despertou interesse da comunidade científica devido à sua órbita, próxima a Júpiter e por sua fragmentação, interesse que aumentou ainda mais quando a possibilidade de impacto com o planeta foi confirmada.
Acredita-se que o cometa tenha sido capturado por Júpiter entre as décadas de 1960 e 1970. Durante este evento, o cometa teria passado dentro da esfera de Hill de Júpiter, com as forças de maré subsequentemente fragmentando-o.
O impacto do cometa gerou manchas mais proeminentes do que a Grande Mancha Vermelha, que persistiram por vários meses. Também permitiu aos cientistas analisar a estrutura e composição do planeta através de estudos de espectroscopia, das ondas sísmicas e das emissões electromagnéticas geradas por ele.

## Possibilidade de vida
Em 1953, a experiência de Miller-Urey demonstrou que uma combinação de raios e compostos químicos que existiam na atmosfera da Terra primordial poderia formar compostos orgânicos (incluindo aminoácidos) que serviriam de blocos de construção da vida. A atmosfera simulada incluía água, metano, amônia e hidrogênio molecular, todos sendo moléculas presentes em Júpiter. Porém, a atmosfera jupiteriana possui uma circulação de ar vertical muito forte, o que carregaria tais compostos para regiões mais profundas, cuja temperatura os degradaria e, subsequentemente, impediria a formação de vida semelhante à da Terra.
É altamente improvável que exista qualquer tipo de vida, em Júpiter, semelhante à da Terra, visto que água está presente em quantidade mínima na atmosfera jupiteriana e qualquer superfície sólida dentro do planeta estaria sob pressão e temperatura extraordinariamente altas. Porém, em 1976, antes das missões Voyager, foi lançada a hipótese de que vida baseada em amônia ou mesmo água poderia desenvolver-se na atmosfera superior jupiteriana. Esta hipótese foi baseada na ecologia de mares terrestres, que possuem plâncton que utiliza fotossíntese para obter energia em níveis superiores, peixes em níveis inferiores alimentando-se dos primeiros e predadores marinhos que caçam os peixes.

## Júpiter na cultura

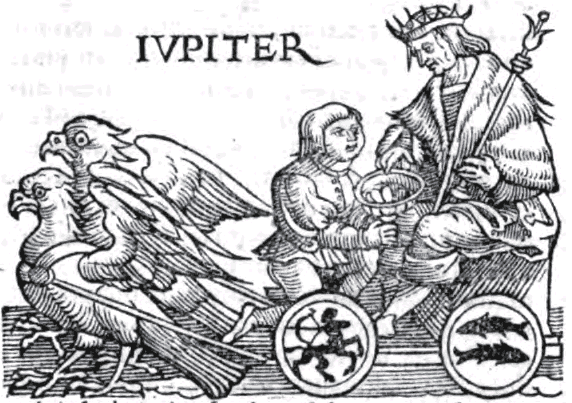
Gravura em madeira de uma edição de 1550 da obra Liber Astronomiae, de Guido Bonatti

Júpiter era conhecido desde tempos antigos. Ele é visível a olho nu à noite, e pode ser ocasionalmente visto de dia quando o Sol está baixo no horizonte. Para os babilônios, o objeto representava o deus Marduque. Eles utilizavam a órbita jupiteriana (que é de aproximadamente 12 anos) ao longo da eclíptica para definir as constelações do seu zodíaco.
Os antigos romanos nomearam o planeta em homenagem ao principal deus da mitologia romana, Júpiter (Iupiter), cujo nome provém do caso vocativo protoindo-europeu dyeu ph2ter, que significa "deus pai". O símbolo astronômico de Júpiter é um "Z" para "Zeus" cruzado com uma linha para indicar que é uma abreviatura. "Jupiteriano" e "joviano" são os adjetivos do planeta.
Os chineses, japoneses, coreanos e vietnamitas nomearam o planeta de "estrela de madeira", 木星, baseado nos cinco elementos chineses. Os gregos nomearam o planeta de Φαέθων, "faetonte", que significa "iluminado". Na astrologia védica, astrólogos hindus nomearam o planeta em homenagem a Brihaspati, o professor religioso dos deuses, chamando comumente o planeta de "guru", literalmente, "o pesado". Júpiter é a origem do dia de semana "quinta-feira" (por exemplo, jueves em castelhano) em todos os idiomas românicos, com a exceção do português. No inglês, a origem da palavra Thursday (quinta-feira em português) é "dia de Thor", com Thor sendo associado ao planeta Júpiter na mitologia germânica.
Na mitologia dos povos turcomanos e mongóis, Júpiter é chamado “Erendiz” ou “Erentüz”, proveniente de “eren” (de significado incerto) e “yultuz” (estrela). Há muitas teorias sobre o significado de “eren”. Esses povos calcularam o período da órbita de Júpiter em 11 anos e 300 dias. Eles acreditavam que alguns eventos sociais e naturais se conectavam aos movimentos de Erentüz no céu. Na astrologia ocidental, Júpiter está associado com crescimento, prosperidade e sorte, e os sentidos de justiça e moralidade. Governa longas viagens, educação superior, religião e lei.
Apesar de seu brilho, Júpiter é raramente mencionado em obras literárias antigas e medievais, sendo mencionado primariamente como uma referência astrológica. Em tempos modernos, porém, o sistema jupiteriano foi mencionado em várias obras de ficção científica.